# Notary
Notary est un triptyque réalisé par le peintre américain Jean-Michel Basquiat en 1983. Montées sur châssis de bois, les toiles qui le composent ont été exécutées à la peinture acrylique ou au crayon gras et agrémentées de papiers collés. Autour de deux figures centrales évoquant un crâne humain et un écorché y apparaissent de nombreuses inscriptions en anglais, parmi lesquelles « notary », ce qui signifie « notaire ». L'œuvre fait partie de la collection privée de la famille Schorr et se trouve en dépôt au musée d'Art de l'université de Princeton, dans le New Jersey.

## Postérité
Le triptyque fait partie des « 105 œuvres décisives de la peinture occidentale » constituant le musée imaginaire de Michel Butor.